# Messer im Kopf
Messer im Kopf is een West-Duitse film van Reinhard Hauff die werd uitgebracht in 1978.

## Verhaal
Berthold Hoffmann is een toegewijde, filosoferende en ietwat wereldvreemde biogeneticus. Hij is getrouwd met Ann, een sterk geëngageerde vrouw die in een jeugdhuis werkt.
Wanneer hij op een avond Ann aan haar werk wil ophalen is de politie een aantal radicalen die het jeugdhuis frequenteren aan het oppakken. Hij raakt betrokken in het gewoel en wordt per ongeluk door een kogel in het hoofd getroffen. 
Pas geruime tijd later wordt hij wakker met een hersentrauma. Hij is gedeeltelijk verlamd, is zijn geheugen kwijt en kan niet meer spreken. De politie beweert dat hij een agent met een mes heeft bedreigd en dus een terrorist is.

## Rolverdeling
| Acteur               | Personage         |
| -------------------- | ----------------- |
| Bruno Ganz           | Berthold Hoffmann |
| Angela Winkler       | Ann Hoffmann      |
| Hans Christian Blech | Anleitner         |
| Heinz Hoenig         | Volker            |
| Hans Brenner         | Scholz            |
| Udo Samel            | Schurig           |
| Eike Gallwitz        | dokter Groeske    |
| Carla Egerer         | zuster Angelika   |